# Ganimed
Ganiméd je v grški mitologiji trojanski kraljevič; sin kralja Trosa in nimfe Kaliroe.
Homer v Iliadi pravi, da je bil Ganimed najlepši med smrtniki. Zevs se je zaljubil vanj, zato se je spremenil v orla in Ganimeda odnesel na Olimp, Ganimedovemu očetu pa se je oddolžil tako, da mu je poslal nesmrtne konje. Na Olimpu je Ganimed postal nesmrten in kot točaj stregel bogovom, tako kot so v stari Grčiji mladeniči stregli vino odraslim moškim.
Mit o Ganimedu, ki je vzpostavljal pederastijo kot družbeno institucijo, je bil znan po vsej stari Grčiji in je bil pomembno vezivo starogrškega sveta. Pederastična tematika mita se je razvila do začetka klasične dobe, v kateri je nastalo veliko vaznih poslikav z Zevsom in Ganimedom. Na nekaterih poslikavah Zevs ugrabi Ganimeda ali ga zasipa z darili, na drugih pa Ganimed toči vino Zevsu. Tudi mit o Ganimedu vključuje mladeničevega očeta in tako izraža socialno funkcijo pederastije, ki je bila ob vezeh, nastalih s poroko, vzpostaviti še dodatne vezi med svobodnimi člani družbe.

## V umetnosti
Ganimedovo ime se pojavi v Shakesperovi ljubezenski komediji Kakor vam drago, v kateri se glavna junakinja Rosalinda izdaja za mladeniča. Kot Ganimed ljubljenemu Orlandu obljubi, da ga bo odrešila nesrečne ljubezni tako, da se bo spremenila v Rosalindo.
Aristofan opisuje mit o Ganimedu v komediji Mir, kjer junak poleti na nebo na hrbtu govnača.
Platon je izvor mita s pederastično različico postavil na Kreto, kjer se je pederastična tradicija razvila najprej, in sicer v kontekstu iniciacijskega obreda mladeničev, pri katerem je aristokratski moški po dogovoru z mladeničevim očetom ugrabil odraščajočega mladeniča in z njim dva meseca preživel v divjini. Platon mit uporabi v dialogu Fajdros ko želi pojasniti Sokratov odnos do učencev.
Do renesanse je bil Ganimed simbol homoseksualnosti.
Kot motiv so ga upodabljali slikarji Correggio, Cellini, Rubens in Rembrandt.

## Poimenovanje
Po Ganimedu je bila v 17. stol. poimenovana največja Jupitrova luna (Jupiter je bil rimski Zevs), ena izmed štirih, ki jih je odkril Galileo Galilei. Manjše Jupitrove lune so poimenovane po Zevsovih ženskih ljubimkah.